# Epipactis humilior
Epipactis humilior là một loài thực vật có hoa trong họ Lan. Loài này được (Tang & F.T.Wang) S.C.Chen & G.H.Zhu mô tả khoa học đầu tiên năm 2003.